# Carcar (Cebu)
Carcar is een stad in de Filipijnse provincie Cebu. Bij de census van 2015 telde de stad bijna 120 duizend inwoners.

## Geschiedenis
Op 15 april 2007 werd de wet aangenomen die de gemeente Carcar in een stad omvormde. Op 1 juli 2007 werd dit middels een volksraadpleging bekrachtigd. De opkomst bij dit referendum was 28%. Daarvan stemde 87% voor de omvorming tot een stad Deze omvorming tot stad werd twee jaar later, door een beslissing van het Filipijns hooggerechtshof op 21 mei 2009, als ongrondwettelijk bestempeld en weer ongedaan gemaakt. Eind 2009 kwam het hooggerechtshof echter weer terug op deze beslissing naar aanleiding van het ingediende bewaarschrift.

## Geografie

### Bestuurlijke indeling
Carcar is onderverdeeld in de volgende 15 barangays:
| - Bolinawan - Buenavista - Calidngan - Can-asujan - Guadalupe - Liburon - Napo - Ocana | - Perrelos - Valencia - Valladolid - Poblacion I - Poblacion II - Poblacion III - Tuyom |

## Demografie
Carcar had bij de census van 2015 een inwoneraantal van 119.664 mensen. Dit waren 12.341 mensen (11,5%) meer dan bij de vorige census van 2010. Ten opzichte van de census van 2000 was het aantal inwoners gegroeid met 30.465 mensen (34,2%). De gemiddelde jaarlijkse groei in die periode kwam daarmee uit op 1,95%, hetgeen hoger was dan het landelijk jaarlijks gemiddelde over deze periode (1,72%).

De bevolkingsdichtheid van Carcar was ten tijde van de laatste census, met 119.664 inwoners op 116,78 km², 1024,7 mensen per km².

## Geboren in Carcar
- Harry Gasser (2 december 1937), televisiepresentator en nieuwslezer (overleden 2014).

Alcantara · Alcoy · Alegria · Aloguinsan · Argao · Asturias · Badian · Balamban · Bantayan · Barili · Bogo · Boljoon · Borbon · Carcar · Carmen · Catmon · Cebu City · Compostela · Consolacion · Cordova · Daanbantayan · Dalaguete · Danao · Dumanjug · Ginatilan · Lapu-Lapu City · Liloan · Madridejos · Malabuyoc · Mandaue · Medellin · Minglanilla · Moalboal · Naga · Oslob · Pilar · Pinamungajan · Poro · Ronda · Samboan · San Fernando · San Francisco · San Remigio · Santa Fe · Santander · Sibonga · Sogod · Tabogon · Tabuelan · Talisay · Toledo · Tuburan · Tudela